# آرامگاه شاهزاده ابراهیم کسکنی
آرامگاه شاهزاده ابراهیم کسکنی مربوط به دوره قاجاریه است و در شهرستان سبزوار، بخش مرکزی، دهستان قصبه غربی، ۵۰۰ متری شمال غرب روستای کسکن واقع شده و این اثر در تاریخ ۲۴ خرداد ۱۳۹۰ با شمارهٔ ثبت ۳۰۳۵۸ به‌عنوان یکی از آثار ملی ایران به ثبت رسیده است.